# Galiya Tynbayeva
Galiya Tynbayeva (23 de noviembre de 1999) es una deportista kazaja que compite en judo. Ganó dos medallas de bronce en el Campeonato Asiático de Judo, en los años 2024 y 2025.

## Palmarés internacional
| Campeonato Asiático | Campeonato Asiático | Campeonato Asiático | Campeonato Asiático |
| Año                 | Lugar               | Medalla             | Categoría           |
| ------------------- | ------------------- | ------------------- | ------------------- |
| 2024                | Hong Kong (China)   | Medalla de bronce   | –48 kg              |
| 2025                | Bangkok (Tailandia) | Medalla de bronce   | –48 kg              |